# Nicholas Lens
Nicholas Lens (1957) è un compositore belga.

## Produzione musicale
Le sue composizioni sono pubblicate da Schott Music International (Magonza/New York), Mute Song (Londra), e distribuite da Deutsche Grammophon, Universal Music, Sony Classical e BMG.

### Opere liriche
- L.I.T.A.N.I.E.S, libretto da Nick Cave, Deutsche Grammophon, dicembre 2020
- Slow Man, soggetto di John Maxwell Coetzee (Slow Man), eseguita in prima mondiale il 5 luglio 2012 al Grand Theatre di Poznań[1][2]
- Shell Shock, libretto da Nick Cave, eseguita in prima mondiale il 24 ottobre 2014 al La Monnaie/De Munt con Mark S. Doss[3][4][5]

- The Accacha Chronicles (2005), dramma musicale teatrale per soprano, tenore, controtenore, mezzosoprano, baritono, basso, attore maschio, piccolo coro, coro misto e orchestra da camera:
  1. Flamma Flamma - The Fire Requiem (1994)
  2. Terra Terra - The Aquarius Era (1999)
  3. Amor Aeternus - Hymns of Love (2005)

### Musica vocale
- Orrori dell'Amore (1995) per soprano, baritono, controtenore e orchestra da camera
- The Puppet Designer (2006) per baritono e orchestra da camera
- Wired (2006) per soprano e arpa

### Musica per il cinema
- Marie Antoinette is niet dood di Irma Achten (1996), colonna sonora.
- Mein erstes Wunder di Anne Wild (2003), colonna sonora.
- Love is the only master I'll serve di Nicholas Lens (2006, cortometraggio), regia, sceneggiatura e colonna sonora.